# Welda (Kansas)
Welda es un lugar designado por el censo ubicado en el condado de Anderson  en el estado estadounidense de Kansas. En el año 2010 tenía una población de 129 habitantes.

## Geografía
Welda se encuentra ubicado en las coordenadas 38°10′8.33″N 95°17′42.86″O / 38.1689806, -95.2952389 (38.168979° -95.295238°).